# QRN en Bretzelburg
QRN en Bretzelburg (título original en francés: QRN sur Bretzelburg) es el decimoctavo álbum de Spirou y Fantasio, con dibujo de André Franquin y guion de Greg. La obra fue serializada semanalmente en la revista belga Spirou desde mayo de 1961 hasta diciembre de 1963, antes de ser publicada en un volumen recopilado por Dupuis en noviembre de 1966. 
La trama se desarrolla en el reino ficticio de Bretzelburg, cuya policía secreta ha detenido a Fantasio porque le han confundido con Marcelin Switch, un radioaficionado que ha recibido una petición de socorro del rey Ladislas. Spirou decide infiltrarse en Bretzelburg con Switch para rescatar a su amigo, y dentro comprueba la crisis que asola al país, arruinado por la compra de armas falsas que ha impulsado el consejero del rey.
Franquin había comenzado la historieta con la intención de incluir al antagonista Zorglub, pero Dupuis rechazó esa propuesta y el autor tuvo que pedir ayuda a Greg para que escribiese un guion de urgencia. La obra se vio interrumpida durante quince meses por los problemas de salud de Franquin, fruto del agotamiento por exceso de trabajo, que le llevarían a renunciar a Spirou y Fantasio en 1968 para centrarse en sus propias obras. La crítica ha valorado QRN en Bretzelburg como uno de los mejores títulos de la serie en la etapa de Franquin, destacando su dinamismo y un argumento que satiriza los regímenes totalitarios y el complejo industrial-militar.

## Argumento
La obra comienza cuando el Marsupilami se traga por error un transistor en miniatura de Fantasio. Debido a la particular anatomía de esta mascota, el aparato termina dentro de su nariz y se pone en marcha con el volumen al máximo. Como ninguno de los protagonistas es capaz de apagarlo, el marsupial termina noqueándose a sí mismo con la cola para romper la radio. A partir de ese momento, el dispositivo averiado produce una extraña interferencia que atrae a Marcelin Switch, un vecino radioaficionado. Hace semanas Switch había establecido contacto con el rey Ladislas de Bretzelburg, quien le había pedido ayuda al encontrarse prisionero. Sin embargo, esa petición de socorro se ha visto interrumpida por la interferencia que proviene del animal.
Spirou y Switch se han llevado a Marsupilami al veterinario para que le extraigan el transistor, mientras que Fantasio, que había visitado la casa del radioaficionado, es secuestrado por dos agentes del servicio secreto bretzelburgués que le confunden con Switch. Tras comprender lo que ha sucedido, Spirou decide rescatar a su amigo y obliga a Switch a infiltrarse con él en Bretzelburg. Allí encuentran un país en quiebra por la compra de armamento que ha impulsado la mano derecha del rey, el general Schmetterling, para defenderse del vecino principado de Maquebasta. Spirou y Switch contactan con la resistencia y llegan hasta el palacio real, donde convencen a Ladislas para que deje la medicación y compruebe lo que pasa a su alrededor, ya que está siendo drogado por su médico de cabecera. Los protagonistas terminan descubriendo que tanto el general Schmetterling como el médico están compinchados para vender armas falsas y enriquecerse con los contratos. Por otro lado, Fantasio no consigue convencer a sus captores de que él no es Switch y se ve sometido a las torturas psicológicas del doctor Kosquis (en francés, Kilikil), pero al final logra escapar con la ayuda de Marsupilami, que se ha fugado del veterinario para buscar a sus amigos.
Los protagonistas se encuentran en plena huida y acceden a una grieta que resulta ser la entrada de una cueva. Allí se topan con Helmut y Trinitro, dos miembros de la resistencia de Bretzelburg y Maquebasta. Después de una explosión accidental, el grupo llega hasta un río subterráneo que conecta los dos territorios. El engaño del general y el médico resulta ser más elaborado de lo previsto, pues los dos son unos farsantes que se hacen pasar por consejeros militares de ambos estados con una identidad falsa: el general Schmetterling en Bretzelburg y el príncipe Farfalla en Maquebasta. No obstante, cuando intentan huir de su última estafa son detenidos por Spirou y sus amigos. Después de que Bretzelburg haya sido liberada, Switch —descrito como un cobarde durante toda la historia— es condecorado con la medalla bretzelburguesa al valor.

## Historia

### Contexto

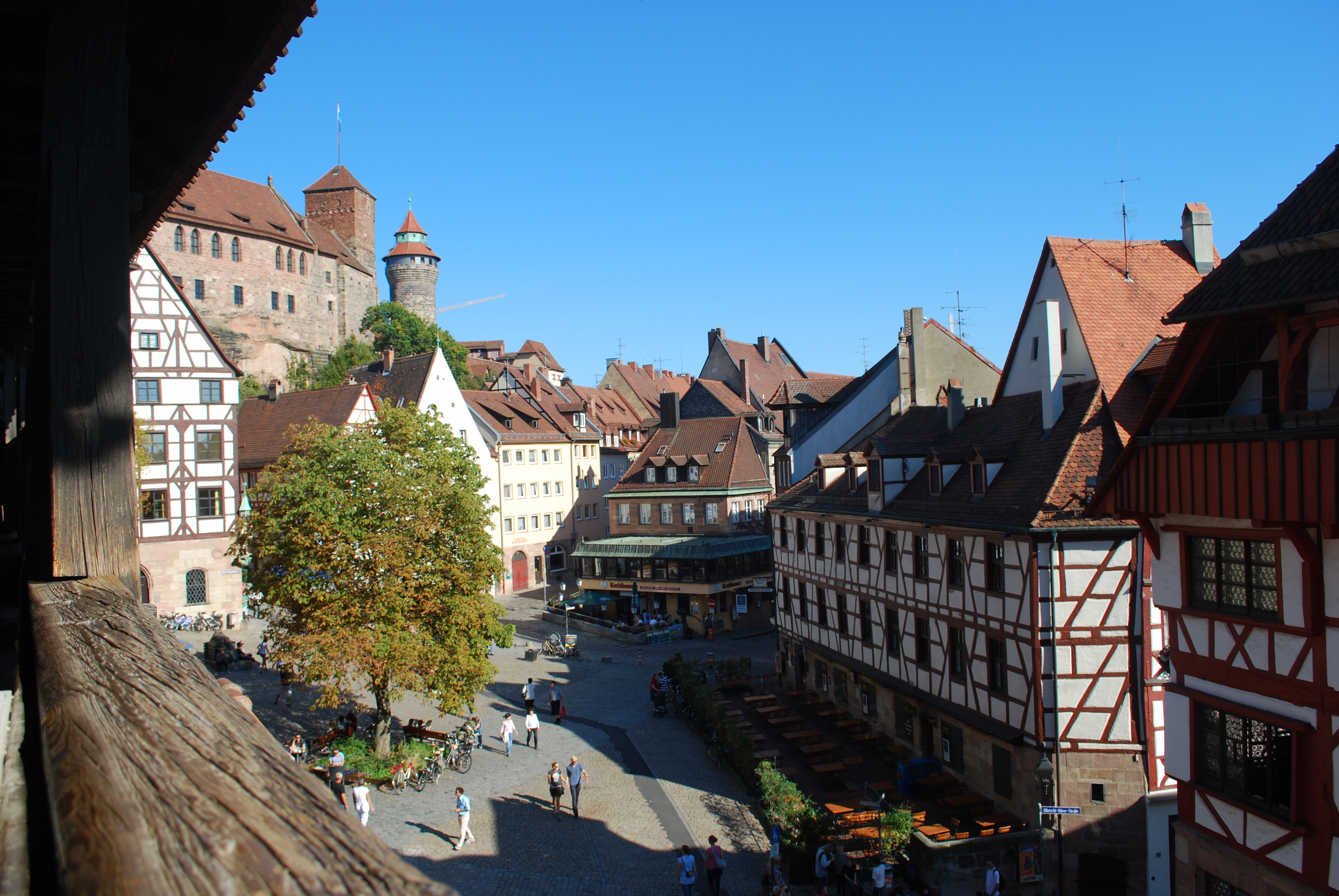
Franquin se inspiró en las casas de entramado de madera de Baviera para la capital de Bretzelburg. En la imagen, el casco antiguo de Núremberg.

El desarrollo de QRN en Bretzelburg tuvo lugar en una complicada situación personal para André Franquin. El dibujante belga se encargaba de Spirou y Fantasio desde 1946 pero el propietario de los derechos intelectuales era la editorial Dupuis. El autor, que ya gozaba de renombre dentro de la historieta franco-belga, había asumido un alto volumen de trabajo en los últimos años y quería dejar la saga de Spirou para centrarse en Tomás el Gafe (Gaston Lagaffe), la serie propia que había comenzado en 1957, porque cada vez se sentía más incómodo con una colección de la que no era el autor original.
La nueva historia comenzó a publicarse sin título porque Franquin pretendía hacer algo basado en Zorglub, el antagonista que él había creado para Spirou y que ya había protagonizado dos álbumes anteriores, Z como Zorglub y El retorno de Z (1960). Charles Dupuis le prohibió recurrir a ese personaje de nuevo porque quería una historieta más blanca como El nido de los marsupilamis (1960), así que el dibujante tuvo que alargar el chiste de Marsupilami y el transistor mientras daba con la solución. Finalmente pidió ayuda en el guion a su amigo Greg, con quien ya había colaborado anteriormente, para reconducirlo a la trama del radioaficionado y la crítica de los regímenes totalitarios. La idea de Zorglub fue posteriormente rescatada en el último álbum de Franquin para la serie, Hay un bebé en Champignac. Como la editorial solo remuneraba al dibujante, Franquin tuvo que usar sus propios fondos para pagar el salario de Greg.
A partir de la cuarta semana, la historieta pasó a llamarse «QRM en Bretzelburg» en referencia al código Q de señales radiofónicas. Greg usó las siglas creyendo que significaban «interferencia» y mantuvo ese título hasta el final de la historia, pero varios radioaficionados le hicieron ver que estaba cometiendo un error: QRM hace referencia a una «interferencia artificial», mientras que el término correcto para el ruido provocado por Marsupilami era QRN, «ruido de electricidad estática o atmosférica». Por esta razón el título fue corregido para la edición del álbum.
El escenario está inspirado en Europa Central y en la situación política del continente a raíz de la Guerra Fría, con países enfrentados entre sí: el reino de Bretzelburg (de habla alemana, similar a bretzel) y el principado de Maquebasta (italiano). El juego de palabras se usa también para el nombre del consejero real de Bretzelburg, el general Schmetterling: el apellido significa «mariposa» en alemán y Franquin se inspiró en un chiste sobre la sonoridad de esa palabra en otros idiomas, misma razón por la que el estafador usa la palabra italiana (Farfalla) en Maquebasta. El autor utilizó numerosas referencias para el escenario bretzelburgués como estaciones de tren, pueblos bávaros con casas de entramado de madera, vestimenta militar, y exteriores inspirados en el macizo de Rätikon. Para reflejar la pobreza de los habitantes de Bretzelburg, Franquin se vale de la comedia e introduce conceptos como trajes hechos con papel de periódico y autobuses que funcionan a pedales. Del mismo modo, los bretzelburgueses usan armas falsas como latas de conserva convertidas en granadas.

### Publicación

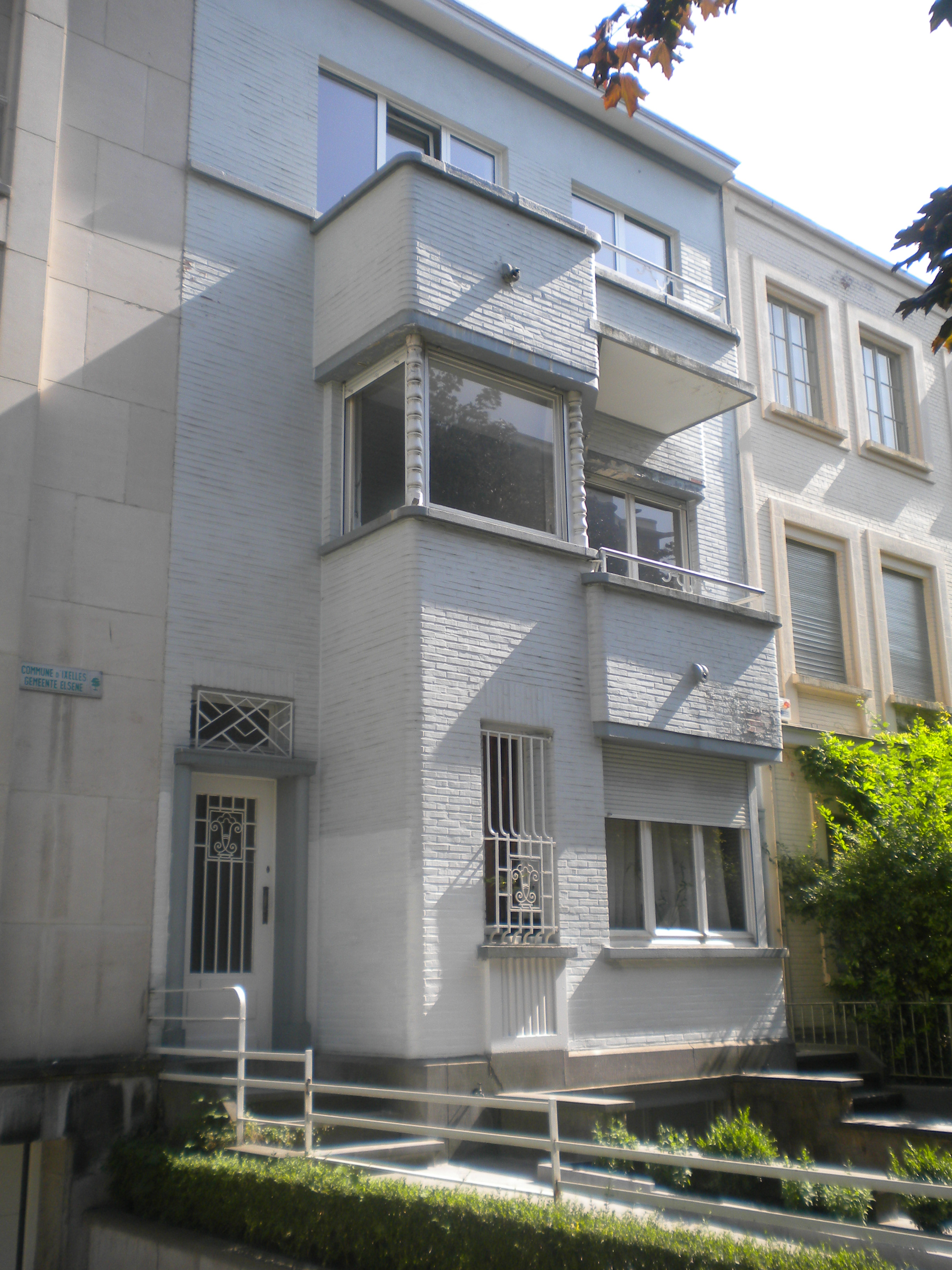
Estudio de André Franquin en Ixelles, Bélgica.

Franquin había comenzado a publicar la historieta en el nº 1205 del 18 de mayo de 1961, a un ritmo de tres planchas de media página por semana. El autor llevaba tiempo aquejado de agotamiento por exceso de trabajo, lo que le llevó a rebajar el ritmo paulatinamente hasta entregar solo media página por semana. A finales de 1961 contrajo también hepatitis viral por un accidente doméstico. El bloqueo artístico de Franquin ha sido reconocido por el propio dibujante en entrevistas posteriores, citando como ejemplo los problemas que tuvo para dibujar la decoración del palacio de Bretzelburg.
Todo ello llevó a Le Journal de Spirou a detener la publicación en el nº 1237. En el siguiente ejemplar, del 4 de enero de 1982, la revista sacó un editorial —escrito por Yvan Delporte— en el que se detallaba la situación del artista y se prometía un «pronto regreso». Durante el tiempo que la serie permaneció interrumpida, la revista republicó Las miniaturas (Spirou y los hombres burbuja, 1960) y Franquin continuó sacando tiras de Gaston, aun cuando los médicos se lo habían desaconsejado. De hecho, Delporte obligó a Franquin a detener su actividad durante un tiempo para que se centrara en la recuperación, que se había alargado por una depresión nerviosa.
QRN en Bretzelburg se reanudaría tras una pausa de quince meses, en el nº 1304 del 11 de abril de 1963. Una semana antes se había publicado un resumen de la historia editada hasta el momento. La publicación se mantuvo sin contratiempos, a razón de una página entera por semana, hasta su conclusión en el nº 1340 del 19 de diciembre de 1963. Esta fue la penúltima obra de Franquin al frente de Spirou y Fantasio: después de completar Un bebé en Champignac (1968) renunció a seguir llevándola y Dupuis se la encomendó a Jean-Claude Fournier.

### Las planchas descartadas
La versión publicada en Le Journal de Spirou es más larga que la recopilada en el álbum. La diferencia entre ambas responde al rechazo de Charles Dupuis a publicar la historia de Zorglub que le habían planteado, lo que llevó a Franquin a pedir ayuda. Esta fue la última obra de Greg como guionista del dibujante belga porque en 1963 comenzó a publicar Aquiles Talón en la revista Pilote y después se convirtió en el editor jefe de Tintin. Greg ha sido el único escritor que ha trabajado con las dos mayores figuras de la historieta franco-belga: Franquin y Hergé.
Mientras Greg escribía el nuevo guion, Franquin tuvo que alargar el gag del transistor que aparece al comienzo de la historieta. Cuando Dupuis editó la colección en álbum, ajustada al estándar de 64 páginas, el autor prescindió de seis planchas (4B, 4C, 5A, 5B, 5C y 6A) y recortó otras dos, de forma que la plancha 4A conecta con la última viñeta de la 6A. Del mismo modo, se rebajó el gag anterior en el que Spirou quiere apagar la radio de Fantasio que emite música a todo volumen, y la plancha 8 fue redibujada para ajustarla al formato álbum. Otra parte eliminada a petición de Dupuis fue una escena de la página 31, en la que se ve a Fantasio caminar con unos zapatos demasiado pequeños para él. Aunque el editor nunca dio una razón explícita, en la edición comentada se apunta que esa tortura fue utilizada realmente por los nazis en los campos de concentración. Esto provoca un desplazamiento del resto de láminas que afecta a la numeración final. Las viñetas eliminadas se han recuperado en posteriores ediciones integrales.
Debido al tiempo que había pasado desde el inicio de la historia hasta la edición del álbum, se modificaron algunas canciones del transistor de Fantasio porque la editorial consideraba que habían pasado de moda. En la lámina 1A, la canción Quand les gorilles (Colette Deréal, 1960) fue reemplazada por el Funiculì, funiculà (Luigi Denza, 1880). Y en la lámina 3B, la canción Kili Watch (The Cousins, 1961) fue reemplazada por Je n'suis pas bien portant (Gaston Ouvrard, 1932). En la traducción al castellano se adaptaron canciones atemporales españolas como Tómbola y Eso es el amor.

## Acogida de la crítica
QRN en Bretzelburg está considerada una de las mejores historietas de Franquin al frente de Spirou y Fantasio, a pesar de todos los problemas que se habían dado durante la publicación semanal. La obra destaca por su trazo dinámico —entintada a plumilla— y por el uso que hace de la comedia para explicar temas complejos a todos los públicos, tales como el totalitarismo y la carrera armamentista. Hasta ese momento Spirou se había caracterizado por planteamientos políticamente neutrales, pero la crítica al militarismo marcó una tendencia que después fue explotada en la etapa de Fournier, más favorable a usar temas controvertidos como inspiración de las nuevas historias.
El crítico belga Hugues Dayez, periodista de la RTBF, la ha citado como «la última gran obra» de Franquin al frente de Spirou y Fantasio, pues renunció a ella en 1968 para centrarse en sus propias series. A nivel argumental supone la última vez que Spirou se convierte en el héroe del relato, pues en las siguientes historietas asume un rol observador. Dayez participó en 2015 en una reedición comentada —Dupuis, editada en español por Dibbuks— que desvela detalles sobre la producción, los desencuentros de Franquin con la editorial, el trabajo con Greg y la influencia de QRN en la historieta franco-belga. Por su parte, el dibujante belga François Schuiten la ha definido como «el centro de un vuelco estilístico» que marcaría la trayectoria de la serie.
Dayez ha destacado un cierto parecido entre QRN en Bretzelburg y El cetro de Ottokar, título de Las aventuras de Tintín que Hergé había publicado en 1938. En ambos casos, los protagonistas tienen que adentrarse en una ficticia nación para combatir una conspiración liderada por el edecán del rey, Bretzelburg en el caso de Spirou y Syldavia en el de Tintín. No obstante, se tratan de historias distintas: en QRN la historia es puramente cómica y los antagonistas quieren aprovecharse de los incautos dirigentes de esos reinos, mientras que en El cetro de Ottokar hay un complot que involucra a la vecina Borduria para anexionarse el territorio. El género de ambas obras guarda similitudes con el romance ruritano.